# Jean-Jules-Antoine Lecomte du Nouÿ

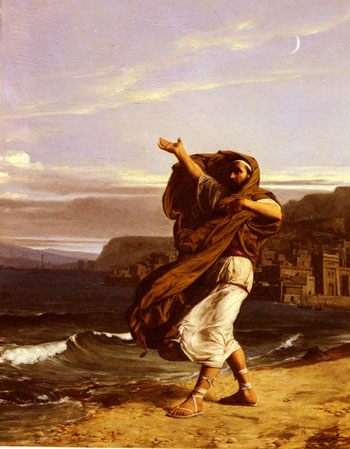
Démosthène s'exerçant à la parole
Lienzo de Lecomte du Nouy (1870).

Jean-Jules-Antoine Lecomte du Nouÿ (París, 1842 - París, 1923) fue un pintor y escultor francés de estilo orientalista. Fue alumno de Charles Gleyre y Jean-Léon Gérôme. Una calle parisina fue nombrada en su honor en 1932.

## Obras
Lecomte du Nouÿ realizó muchas pinturas que fueron muy reconocidas en Francia, tales como:
- Le Guet-à-pens (1864)
- Invocation de Neptune (1866)
- Le Souper de Beaucaire (1869)
- Démosthène s'exerçant à la parole (1870)
- Chrétiennes au tombeau de la Vierge (1871)
- Judith (1875)
- Adolphe Crémieux (1878)
- Le Marabout prophète (1884)
- L'Esclave blanche (1888)
- Le Samedi au quartier juif (1889)
- Le Dimanche à Venise (1890)
- Portrait du Roi et de la Reine de Roumanie (1899)
- Mademoiselle de Maupin (1902)
- La Sorcière (1904)
- Rêve d'Orient (1904)
- La Péri et le Poète (1905)
- La Dernière Ronde (1913)
- Étude pour la Victoire (1919)

## Galería

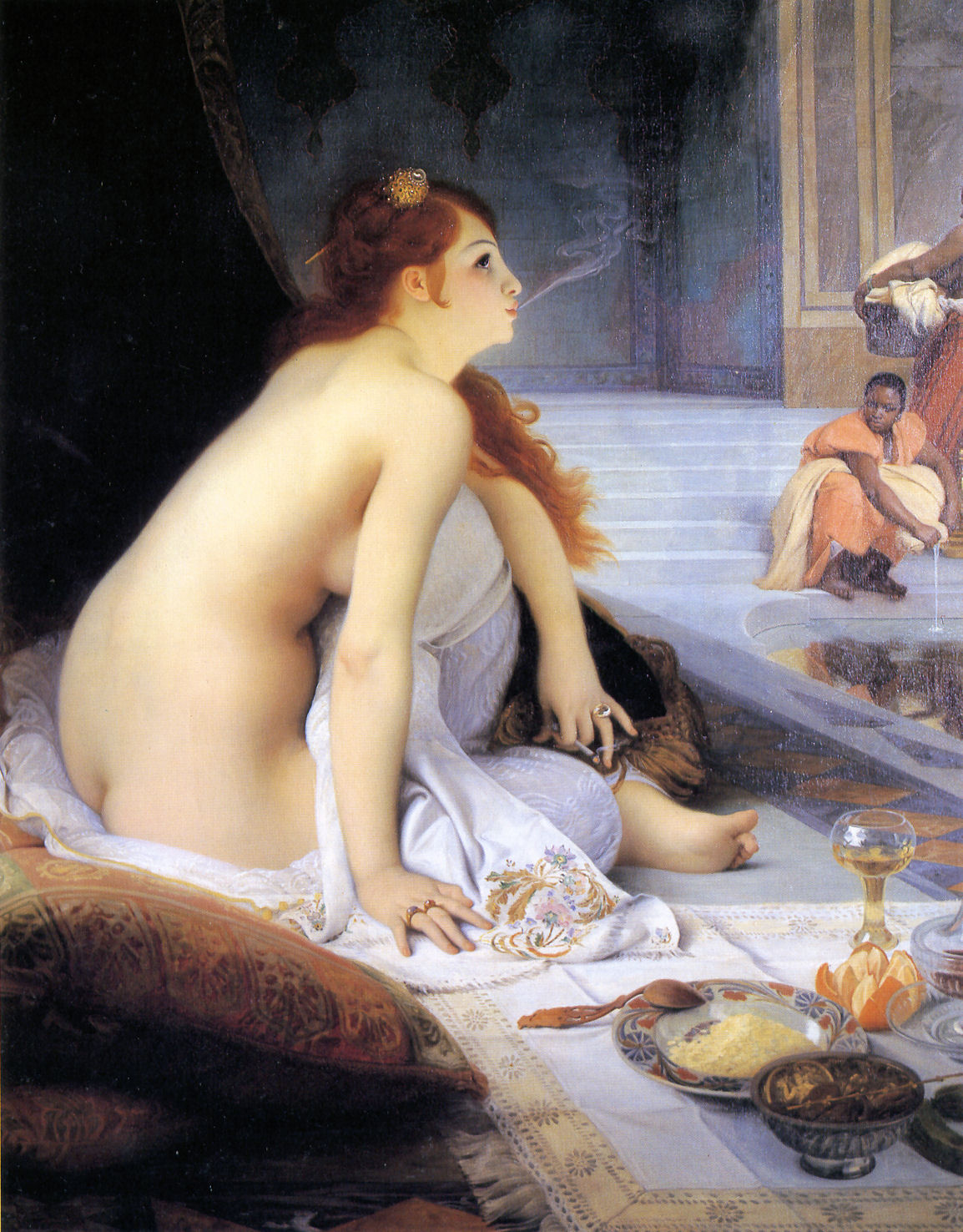
L'Esclave blanche
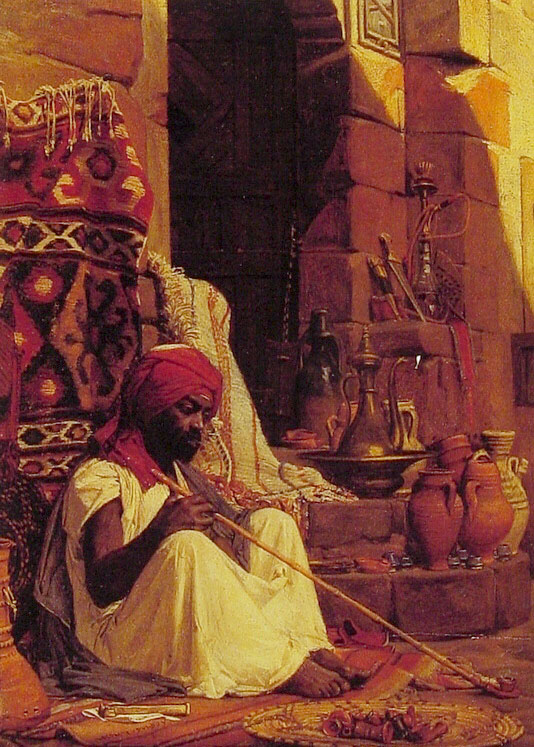
Opium smoker
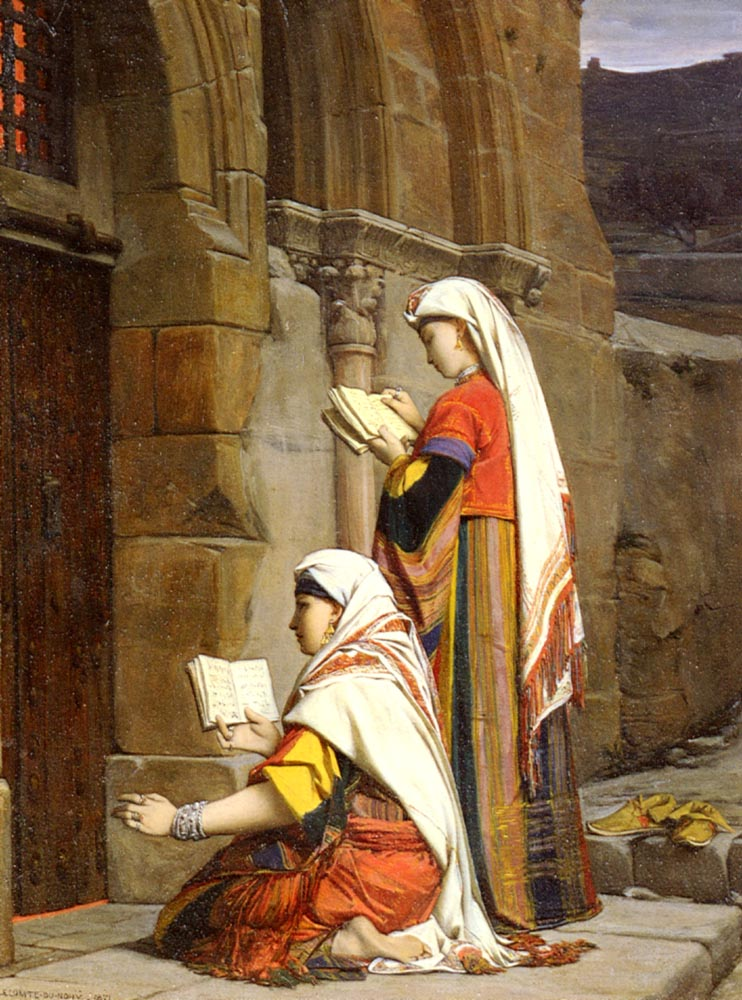
Chrétiennes au tombeau de la Vierge
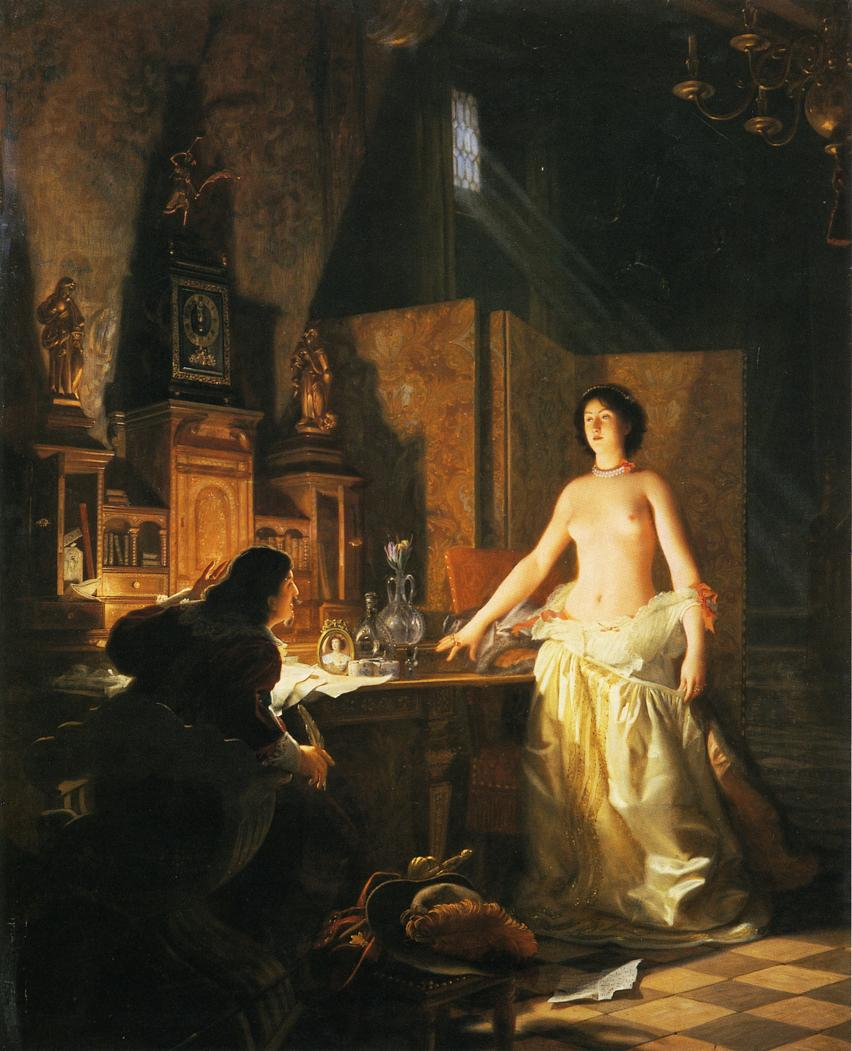
Mademoiselle de Maupin